# Ansichtskartenverlag Franco-Suisse
Franco-Suisse war ein schweizerischer Verlag, der von 1905 bis 1950 bestand.

## Geschichte
Der Verlag wurde von Ernst Zaugg an der Allmendstrasse 35 in Bern gegründet. 1926 folgte auf Zaugg dessen Neffe Louis Alfred Boss als Geschäftsführer, der den Geschäftssitz zunächst an den Birkenweg 49 in Bern und 1944 nach Schönbühl verlegte. 1947 löste ihn dessen Sohn Alfred Boss ab, der 1950 die Verlagsbezeichnung änderte. 
In den ersten Jahren nach der Gründung vertrieb Franco-Suisse Ansichtskarten und Publikationen, die in hoher Qualität im Kupfertiefdruckverfahren hergestellt wurden. Unter Louis Alfred Boss übernahm Franco-Suisse die Vertriebsrechte der Alpar Bern, die sich auf Flugaufnahmen spezialisiert hatte. Als nach dem Zweiten Weltkrieg die Produktion von Ansichtskarten zurückging, konzentrierte sich das Unternehmen zusehends auf die Herstellung von Glückwunschkarten.